# Porta Nuova (stacja metra w Turynie)
Porta Nuova – stacja turyńskiego metra zlokalizowana w ścisłym centrum miasta pod Corso Vittorio Emanuele II i Piazza Carlo Felice. Przystanek jest obecnie ostatnim na trasie linii M1. Stacja zlokalizowana jest tuż obok głównego dworca kolejowego Turynu – Porta Nuova. Przystanek dostosowany jest do potrzeb osób niepełnosprawnych. Istnieje możliwość przesiadki w szereg linii komunikacji naziemnej docierającej do wielu zakątków miasta. Na powierzchni znajdują się przystanki linii tramwajowych: 4, 7 i 9 oraz autobusowych: 11, 12, 33, 35, 52, 58, 58/, 61, 63, 64, 67, 68, 101.